# Melodifestivalen 1983

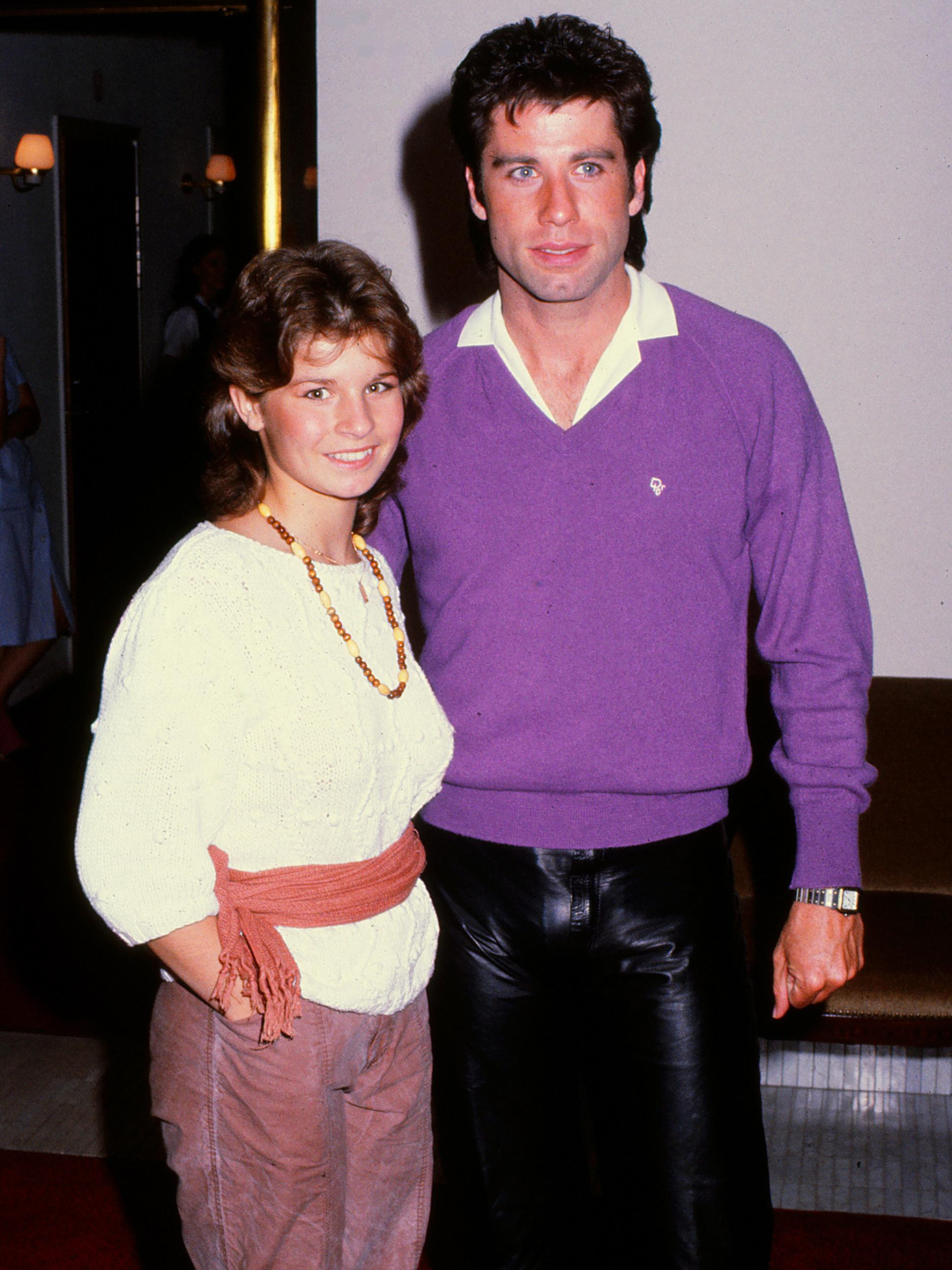
Melodifestivalen 1983.

El Melodifestivalen 1983 tuvo lugar el 26 de febrero en el Palladium de Malmö con Bibi Johns como presentadora. La dirección de la orquesta corrió a cargo de Anders Ekdahl.
La canción vencedora, "Främling", estaba interpretada por Carola Häggkvist de tan sólo 16 años y consiguió la máxima puntuación de todos los jurados. Cuando el jurado de Estocolmo dio sus votos, la presentadora declaró "Det här är inte alls spännande!" ("¡ Esto no está siendo nada emocionante !").
Por segunda año consecutivo, la canción ganadora era la favorita de los lectores de los rotativos nacionales, Expressen y Aftonbladet.

## Participantes
| Nr. | Artista                           | Canción                        | Texto/Música                                    | Puntos | Posición |
| --- | --------------------------------- | ------------------------------ | ----------------------------------------------- | ------ | -------- |
| 1   | Ritz                              | Marionett                      | Monica Forsberg y Peter Wanngren                | 34     | 4        |
| 2   | Kerstin Dahlberg                  | Här är min sång till dig       | Olle Bergman y Claes Bure                       | -      | -        |
| 3   | Karin Glenmark                    | Se                             | Östen Warnerbring                               | 37     | 3        |
| 4   | Kikki Danielsson                  | Varför är kärleken röd         | Torgny Söderberg                                | 45     | 2        |
| 5   | Peter Lundblad y Agneta Olsson    | Vill du ha mig efter gryningen | Peter Lundblad y Agneta Olsson                  | -      | -        |
| 6   | Karina Rydberg                    | Nu börjar mitt liv             | Peter Himmelstrand                              | -      | -        |
| 7   | Ann-Louise Hansson y John Ballard | Bara en enda gång              | Ingela 'Pling' Forsman y Anders Glenmark        | 27     | 5        |
| 8   | Maria Wickman                     | Okej, jag ger mig              | Anders Hall, Johan Nordlander y Henrik Wikström | -      | -        |
| 9   | Nils-Åke Runesson                 | Värmen som du gav              | Nils-Åke Runesson y Lennart Kristensson         | -      | -        |
| 10  | Carola Häggkvist                  | Främling                       | Lasse Holm y Monica Forsberg                    | 88     | 1        |

## Sistema de votación
Después de que todos los artistas actuaran por primera vez, el jurado seleccionó cinco temas que pasarían a una segunda fase. Nuevamente, los jurados se encontrarína localizados en los 11 distritos en los que está dividido todo el país.
| Artist          | Luleå | Norrk. | Umeå | Karlstad | Falun | Gotemb. | Sunds. | Växjö | Örebro | Estoc. | Malmö | Total | Posición |
| --------------- | ----- | ------ | ---- | -------- | ----- | ------- | ------ | ----- | ------ | ------ | ----- | ----- | -------- |
| Ritz            | 1     | 4      | 2    | 2        | 4     | 6       | 2      | 6     | 1      | 4      | 2     | 34    | 4        |
| Glenmark        | 6     | 2      | 4    | 1        | 6     | 4       | 4      | 1     | 2      | 1      | 6     | 37    | 3        |
| Danielsson      | 4     | 6      | 6    | 6        | 2     | 2       | 6      | 2     | 4      | 6      | 1     | 45    | 2        |
| Hansson/Ballard | 2     | 1      | 1    | 4        | 1     | 1       | 1      | 4     | 6      | 2      | 4     | 27    | 5        |
| Häggkvist       | 8     | 8      | 8    | 8        | 8     | 8       | 8      | 8     | 8      | 8      | 8     | 88    | 1        |